# Кинжитай
Кинжитай — поселок в Варненском районе Челябинской области России в составе Кулевчинского сельского поселения.

## География
Расположен в юго-восточной части района, в 1 км к северу от реки Караталы-Аят, расстояние до районного центра села Варна 52 км.

## История
Поселок основан как хозяйственная заимка колхоза имени 1 Мая (центральная усадьба в селе Александровка). Назван по близлежащему урочищу. 

## Население
| 2002 | 2010 |
| ---- | ---- |
| 171  | ↘88  |

(в 1970 — 208, в 1983 — 242, 1995 — 175)

## Улицы
- Центральная.

## Инфраструктура
- Клуб,
- ООО «Кулевчинское».

## Археология
Существует поселение, археологический памятник Кинжитай. Поселение расположено на правом берегу реки Караталы-Аят, в 9,5 км от села Кулевчи.